# André Dias
André Gonçalves Dias, noto semplicemente come André Dias (São Bernardo do Campo, 15 maggio 1979), è un ex calciatore brasiliano, di ruolo difensore.

## Carriera

### Club

#### Gli esordi
André Dias ha fatto la sua prima apparizione nel grande calcio nella Copa São Paulo de Futebol Júnior nel 1998, quando militava tra le file della Palestra de São Bernardo. Viene ingaggiato così dal Paraná e successivamente dal Flamengo. Dopo la breve parentesi nella squadra rossonera, André Dias vive altre due esperienze, prima nel Paysandu e poi nel Goiás.

#### San Paolo
Con il San Paolo conquista il posto da titolare e diviene una delle colonne della difesa, nonché capitano, del club paulista, con il quale vince tre campionati brasiliani tra il 2006 ed il 2008. Nel 2008 e nel 2009 si aggiudica la Bola de Prata della rivista Placar, riconoscimento stagionale ai migliori undici giocatori della Série A brasiliana.

#### Lazio
Il 1º febbraio 2010 viene acquistato dalla Lazio a titolo definitivo per 2,5 milioni di euro. Ha firmato un contratto che lo legherà al club capitolino fino al 2013. L'11 aprile 2010 segna il suo primo gol con la maglia biancoceleste nella vittoria in campionato contro il Bologna (3-2), dove segna il 2-2. Si ripete il 25 aprile segnando il gol del pareggio nella partita poi vinta 2-1 contro il Genoa.
Nella sua seconda stagione in biancoceleste il tecnico Edoardo Reja gli assegna il ruolo di titolare, preferendolo al francese Modibo Diakité. È schierato come centrale nella difesa a quattro, al fianco del rumeno Ștefan Radu, l'italiano Giuseppe Biava e lo svizzero Stephan Lichtsteiner. Il 31 ottobre 2010 realizza il suo terzo gol con la maglia della Lazio contro il Palermo con un gran destro al volo sugli sviluppi di un calcio di punizione.
Il 26 maggio 2013 vince la Coppa Italia battendo in finale la Roma per 1-0. Il 18 agosto 2013 perde la Supercoppa italiana 2013 contro la Juventus per 4-0. Il 1º luglio 2014 termina il suo contratto con la Lazio, decidendo di chiudere con il calcio giocato.

### Nazionale
Nel 2009, Dias ha anche ricevuto la chiamata del CT della nazionale brasiliana, Carlos Dunga, per affrontare il Cile nelle qualificazioni ai Mondiali 2010, tuttavia non è stato schierato in campo.

## Statistiche

### Presenze e reti nei club
Statistiche aggiornate al 1º luglio 2014.
| Stagione         | Squadra          | Campionato       | Campionato | Campionato | Coppe nazionali | Coppe nazionali | Coppe nazionali | Coppe europee | Coppe europee | Coppe europee | Altre coppe | Altre coppe | Altre coppe | Totale | Totale |
| Stagione         | Squadra          | Comp             | Pres       | Reti       | Comp            | Pres            | Reti            | Comp          | Pres          | Reti          | Comp        | Pres        | Reti        | Pres   | Reti   |
| ---------------- | ---------------- | ---------------- | ---------- | ---------- | --------------- | --------------- | --------------- | ------------- | ------------- | ------------- | ----------- | ----------- | ----------- | ------ | ------ |
| 1998             | Paraná           | A                | 2          | 0          | CB              | -               | -               | -             | -             | -             | -           | -           | -           | 2      | 0      |
| 1999             | Paraná           | A                | 4          | 0          | CB              | -               | -               | -             | -             | -             | -           | -           | -           | 4      | 0      |
| 2000             | Paraná           | CJH              | 9          | 1          | CB              | 4               | 0               | -             | -             | -             | -           | -           | -           | 13     | 1      |
| 2001             | Paraná           | A                | 22         | 1          | CB              | 3               | 1               | -             | -             | -             | -           | -           | -           | 25     | 2      |
| Totale Paraná    | Totale Paraná    | Totale Paraná    | 37         | 2          |                 | 7               | 1               |               | -             | -             |             | -           | -           | 44     | 3      |
| 2002             | Flamengo         | A                | 11         | 0          | CB              | -               | -               | -             | -             | -             | -           | -           | -           | 11     | 0      |
| 2003             | Paysandu         | A                | 26         | 1          | CB              | 6               | 1               | -             | -             | -             | -           | -           | -           | 32     | 2      |
| 2004             | Goiás            | A                | 42         | 1          | CB              | 8               | 1               | -             | -             | -             | -           | -           | -           | 50     | 2      |
| 2005             | Goiás            | A                | 32         | 2          | CB              | 7               | 0               | -             | -             | -             | -           | -           | -           | 39     | 2      |
| Totale Goiás     | Totale Goiás     | Totale Goiás     | 74         | 3          |                 | 15              | 1               |               | -             | -             |             | -           | -           | 89     | 4      |
| 2006             | San Paolo        | A                | 18         | 1          | CB              | 6               | 1               | -             | -             | -             | -           | -           | -           | 24     | 2      |
| 2007             | San Paolo        | A                | 30         | 1          | CB              | 9               | 1               | -             | -             | -             | -           | -           | -           | 39     | 2      |
| 2008             | San Paolo        | A                | 32         | 3          | CB              | 9               | 2               | -             | -             | -             | -           | -           | -           | 41     | 5      |
| 2009             | San Paolo        | A                | 29         | 1          | CB              | 3               | 1               | -             | -             | -             | -           | -           | -           | 32     | 2      |
| Totale San Paolo | Totale San Paolo | Totale San Paolo | 109        | 6          |                 | 27              | 5               |               | -             | -             |             | -           | -           | 136    | 11     |
| gen.-giu. 2010   | Lazio            | A                | 12         | 2          | CI              | 0               | 0               | UEL           | 0             | 0             | SI          | 0           | 0           | 12     | 2      |
| 2010-2011        | Lazio            | A                | 33         | 2          | CI              | 1               | 0               | -             | -             | -             | -           | -           | -           | 34     | 2      |
| 2011-2012        | Lazio            | A                | 23         | 0          | CI              | 2               | 1               | UEL           | 7             | 0             | -           | -           | -           | 32     | 1      |
| 2012-2013        | Lazio            | A                | 27         | 0          | CI              | 1               | 0               | UEL           | 6             | 0             | -           | -           | -           | 34     | 0      |
| 2013-2014        | Lazio            | A                | 16         | 1          | CI              | 2               | 0               | UEL           | 0             | 0             | SI          | 1           | 0           | 19     | 1      |
| Totale Lazio     | Totale Lazio     | Totale Lazio     | 111        | 5          |                 | 6               | 1               |               | 13            | 0             |             | 1           | 0           | 131    | 6      |
| Totale carriera  | Totale carriera  | Totale carriera  | 368        | 17         |                 | 61              | 9               |               | 13            | 0             |             | 1           | 0           | 443    | 26     |

## Palmarès

### Club
- Campionato brasiliano: 3

San Paolo: 2006, 2007, 2008
- Coppa Italia: 1

Lazio: 2012-2013

### Individuale
- Bola de Prata: 2

2008, 2009
- Miglior giocatore del campionato brasiliano: 1

2009